# Cynoglossus semifasciatus
Cynoglossus semifasciatus es una especie de pez de la familia Cynoglossidae en el orden de los Pleuronectiformes.

## Distribución geográfica
Se encuentran en las  costas del este de la India y Sri Lanka.